# 11736 Viktorfischl
11736 Viktorfischl là một tiểu hành tinh vành đai chính với chu kỳ quỹ đạo là 1366.2813083 ngày (3.74 năm).
Nó được phát hiện ngày 19 tháng 8 năm 1998.